# Vale de Isère
O Vale de Isère (em francês:  Val d'Isère)  é uma comuna francesa na região administrativa de Auvérnia-Ródano-Alpes, situada na zona alta do Vale da Tarentaise no maciço da Vanoise, no departamento francês da Saboia, a 1 850 m  de altitude. Um cuidado particular foi empregue para dar um ar de aldeia a uma estação de inverno e a rua principal é uma sequência de edifícios todos em pedra, ou pedra e madeira, como as habitações de montanha habituais daquela região.
A localidade  tira o nome do rio que  cavou o vale e a ambos deu o nome, o rio Isère
Considerada como uma das capitais do esqui, aí tiveram lugar os Jogos Olímpicos de Inverno de 1992 assim como o Campeonato do mundo de esqui alpino de 2009.

## Pistas
A associação dos domínios esquiáveis de Tignes e de Vale de Isère é conhecida como Espace Killy e é composta por 155 pistas o que representa mais de 300 km de muito boa novo visto se encontrem, em média, a mais de 2 000 m de altura.
O Espaço Killy é uma homenagem ao grande atleta mítico que Jean-Claude Killy que durante os Jogos Olímpicos de Inverno de 1968 em Grenoble ganhou as três provas do esqui alpino; descida, slalom e slalom gigante,

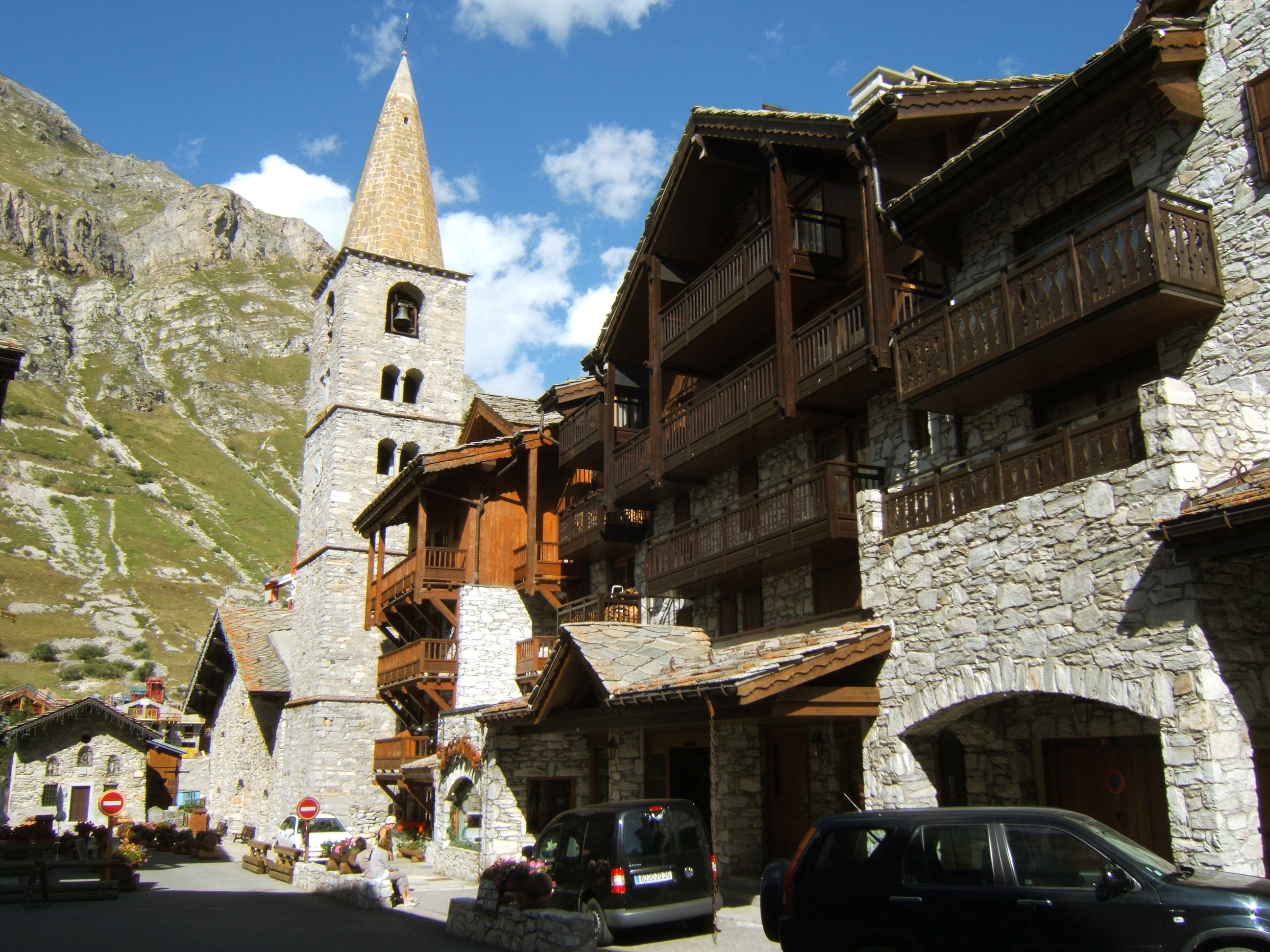
Uma rua em Vale D'Isère e a igreja